# Tercera División de Chile 2001
El Campeonato Oficial de Tercera División de Chile del 2001 fue la 21.º versión del torneo de la categoría.
Participaron 27 equipos que lucharon por obtener un cupo para la Primera B, y marcó el retorno de Lota Schwager tras la decisión —en 1995— de su entonces presidente Héctor Encina, de no participar del torneo 1995 y disolver el equipo. Entre los torneos 1996-2000, participó Deportes Lota en Tercera División, equipo creado por empresarios e hinchas de la institución, aceptado por ANFA con distinto nombre del "Schwager" y con distintos colores.
A la postre, el campeón sería el retornado Lota Schwager, quien por primera vez en su historia obtenía el título del tercer nivel del fútbol chileno.

## Movimientos divisionales
| Pos | a Primera B de Chile 2001 |
| --- | ------------------------- |
| 1º  | Unión La Calera (Campeón) |

| Pos | a Tercera División de Chile 2001 |
| --- | -------------------------------- |
| 1º  | Municipal Nogales Melón          |
| 2º  | Manuela Figueroa                 |

| Pos | Aceptados en Tercera División de Chile 2001 |
| --- | ------------------------------------------- |
| -   | Lota Schwager                               |
| -   | O'Higgins B (Filial)                        |

| Pos | desde Primera B de Chile 2000 |
| --- | ----------------------------- |
| 16º | Ñublense                      |

| Pos      | a Cuarta División de Chile 2001                     |
| -------- | --------------------------------------------------- |
| 13° (ZN) | Ferroviarios                                        |
| 14° (ZN) | Deportes La Ligua                                   |
| 8º (ZC)  | Unión Comercial (Retornó a su asociación de origen) |
| 9° (ZC)  | San Clemente (Disuelto)                             |
| 8º (ZS)  | Santa María de los Ángeles (Disuelto)               |
| 9º (ZS)  | Deportes Lota (Disuelto)                            |

| Pos      | Abandono de la Competencia.           |
| -------- | ------------------------------------- |
| 1º (ZC)  | Colo-Colo Juniors (Filial) (Disuelto) |
| 6º (ZS)  | Huachipato B (Filial) (Disuelto)      |
| 11° (ZN) | El Sol (Disuelto)                     |

## Equipos participantes
| Equipo                       | Ciudad                     |
| ---------------------------- | -------------------------- |
| Barnechea                    | Lo Barnechea               |
| Colchagua                    | San Fernando               |
| Constitución Unido           | Constitución               |
| Curicó Unido                 | Curicó                     |
| C.T.I                        | Maipú                      |
| Deportes Copiapó             | Copiapó                    |
| Deportes Maipo               | Maipo                      |
| Deportes Santa Cruz          | Santa Cruz                 |
| General Velásquez            | San Vicente de Tagua Tagua |
| Green Cross de Temuco        | Temuco                     |
| Hosanna                      | La Pintana                 |
| Iberia                       | Los Ángeles                |
| Lota Schwager                | Coronel                    |
| Malleco Unido                | Angol                      |
| Manuela Figueroa             | Quillota                   |
| Municipal Limache            | Limache                    |
| Municipal Nogales Melón      | Hijuelas                   |
| Ñublense                     | Chillán                    |
| O'Higgins B                  | Rancagua                   |
| San Antonio Unido            | San Antonio                |
| San Luis                     | Quillota                   |
| Santiago Wanderers B         | Valparaíso                 |
| Trasandino                   | Los Andes                  |
| Unión Deportiva Ferroviarios | Victoria                   |
| Unión San Vicente            | Talcahuano                 |
| Universidad Católica B       | Las Condes                 |
| Valle de Elqui               | Vicuña                     |

## Primera fase
Los 27 equipos fueron divididos en dos grupos: Zona Norte y Sur, mediante el sistema todos contra todos. Los 6 primeros pasan a la segunda fase por el Ascenso.

### Zona Norte

#### Tabla
| Pos | Equipo                 | Pts | PJ | G  | E  | P  | GF | GC | DIF |
| --- | ---------------------- | --- | -- | -- | -- | -- | -- | -- | --- |
| 1   | Deportes Copiapó       | 58  | 26 | 18 | 4  | 4  | 56 | 23 | +33 |
| 2   | Universidad Católica B | 47  | 26 | 13 | 8  | 5  | 60 | 31 | +29 |
| 3   | San Luis               | 43  | 26 | 11 | 10 | 5  | 35 | 20 | +15 |
| 4   | Trasandino             | 42  | 26 | 11 | 9  | 6  | 61 | 26 | +35 |
| 5   | Santiago Wanderers B   | 41  | 26 | 11 | 8  | 7  | 56 | 35 | +21 |
| 6   | Valle del Elqui C.D.   | 41  | 26 | 12 | 5  | 9  | 34 | 22 | +12 |
| 7   | Municipal Limache      | 40  | 26 | 12 | 4  | 10 | 40 | 40 | 0   |
| 8   | Hosanna                | 40  | 26 | 11 | 7  | 8  | 58 | 62 | -4  |
| 9   | San Antonio Unido      | 36  | 26 | 9  | 9  | 8  | 32 | 25 | +7  |
| 10  | Barnechea              | 35  | 26 | 9  | 8  | 9  | 38 | 33 | -5  |
| 11  | C.T.I.                 | 25  | 26 | 7  | 4  | 15 | 30 | 41 | -11 |
| 12  | Municipal Nogales      | 24  | 26 | 6  | 6  | 14 | 29 | 59 | -30 |
| 13  | Manuela Figueroa       | 22  | 26 | 6  | 4  | 16 | 19 | 49 | -30 |
| 14  | Deportes Maipo         | 6   | 26 | 2  | 0  | 24 | 14 | 99 | -85 |

PJ = Partidos Jugados; G = Partidos Ganados; E = Partidos empatados; P = Partidos perdidos; GF = Goles a favor; GC = Goles en contra; DIF = Diferencia de goles; Pts = Puntos

### Zona Sur

#### Tabla
| Pos | Equipo                       | Pts | PJ | G  | E  | P  | GF | GC | DIF |
| --- | ---------------------------- | --- | -- | -- | -- | -- | -- | -- | --- |
| 1   | Iberia                       | 47  | 24 | 14 | 5  | 5  | 41 | 26 | +15 |
| 2   | Unión San Vicente            | 45  | 24 | 13 | 6  | 5  | 42 | 30 | +12 |
| 3   | Lota Schwager                | 40  | 24 | 12 | 4  | 8  | 44 | 35 | +9  |
| 4   | Curicó Unido                 | 36  | 24 | 10 | 6  | 8  | 30 | 29 | +1  |
| 5   | Constitución Unido           | 35  | 24 | 9  | 8  | 7  | 28 | 22 | +6  |
| 6   | Deportes Santa Cruz          | 35  | 24 | 9  | 8  | 7  | 32 | 29 | +3  |
| 7   | Colchagua                    | 35  | 24 | 10 | 5  | 9  | 24 | 22 | +2  |
| 8   | O'Higgins B                  | 33  | 24 | 9  | 6  | 9  | 33 | 32 | +1  |
| 9   | Unión Deportiva Ferroviarios | 26  | 24 | 6  | 8  | 10 | 27 | 33 | -6  |
| 10  | Malleco Unido                | 26  | 24 | 5  | 11 | 8  | 25 | 34 | -9  |
| 11  | Ñublense                     | 23  | 24 | 5  | 8  | 11 | 26 | 36 | -10 |
| 12  | General Velásquez            | 23  | 24 | 5  | 8  | 11 | 28 | 40 | -12 |
| 13  | Green Cross de Temuco        | 22  | 24 | 7  | 1  | 16 | 24 | 36 | -12 |

PJ = Partidos Jugados; G = Partidos Ganados; E = Partidos empatados; P = Partidos perdidos; GF = Goles a favor; GC = Goles en contra; DIF = Diferencia de goles; Pts = Puntos
|  | Clasificado a la Segunda fase |

## Segunda fase
Los 12 equipos clasificados fueron divididos en dos grupos: Zona Norte y Sur, mediante el sistema todos contra todos. Los 2 primeros pasan al cuadrangular final por el Ascenso

### Zona Norte

#### Tabla
| Pos | Equipo                 | Pts | PJ | G | E | P | GF | GC | DIF |
| --- | ---------------------- | --- | -- | - | - | - | -- | -- | --- |
| 1   | San Luis               | 19  | 10 | 6 | 1 | 3 | 14 | 8  | +6  |
| 2   | Deportes Copiapó       | 18  | 10 | 5 | 3 | 2 | 14 | 8  | +6  |
| 3   | Trasandino             | 17  | 10 | 5 | 2 | 3 | 13 | 14 | -1  |
| 4   | Municipal Limache      | 16  | 10 | 5 | 1 | 4 | 12 | 9  | +3  |
| 5   | Universidad Católica B | 10  | 10 | 3 | 1 | 6 | 17 | 21 | -4  |
| 6   | C.D Valle del Elqui    | 6   | 10 | 2 | 0 | 8 | 9  | 19 | -10 |

PJ = Partidos Jugados; G = Partidos Ganados; E = Partidos empatados; P = Partidos perdidos; GF = Goles a favor; GC = Goles en contra; DIF = Diferencia de goles; Pts = Puntos

### Zona Sur

#### Tabla
| Pos | Equipo              | Pts | PJ | G | E | P | GF | GC | DIF |
| --- | ------------------- | --- | -- | - | - | - | -- | -- | --- |
| 1   | Lota Schwager       | 20  | 10 | 5 | 4 | 1 | 21 | 13 | +8  |
| 2   | Iberia              | 20  | 10 | 4 | 5 | 1 | 19 | 13 | +6  |
| 3   | Unión San Vicente   | 17  | 10 | 4 | 3 | 3 | 18 | 17 | +1  |
| 4   | Curicó Unido        | 16  | 10 | 4 | 3 | 3 | 14 | 18 | -4  |
| 5   | Deportes Santa Cruz | 11  | 10 | 2 | 2 | 6 | 17 | 23 | -6  |
| 6   | Constitución Unido  | 6   | 10 | 2 | 1 | 7 | 14 | 19 | -5  |

PJ = Partidos Jugados; G = Partidos Ganados; E = Partidos empatados; P = Partidos perdidos; GF = Goles a favor; GC = Goles en contra; DIF = Diferencia de goles; Pts = Puntos
|  | Clasificado a la Fase Final |

## Fase final
Los cuatro clasificados disputarán llaves de ida y vuelta para definir al finalistas y posteriormente, el campeón .

### Semifinales

#### Partidos
|  | San Luis | 2:1 | Deportes Copiapó |  |  |

|  | Deportes Copiapó | 4:1 | San Luis |  |  |

|  | Iberia | 2:2 | Lota Schwager |  |  |

|  | Lota Schwager | 1:0 | Iberia |  |  |

### Final

#### Partidos
|  | Lota Schwager | 2:1 | Deportes Copiapó |  |  |

|  | Deportes Copiapó | 3:1 | Lota Schwager |  |  |

|  | Deportes Copiapó | 0:2 | Lota Schwager |  |  |

| Campeón Lota Schwager Tercera División |